# Nhạc viện Athens

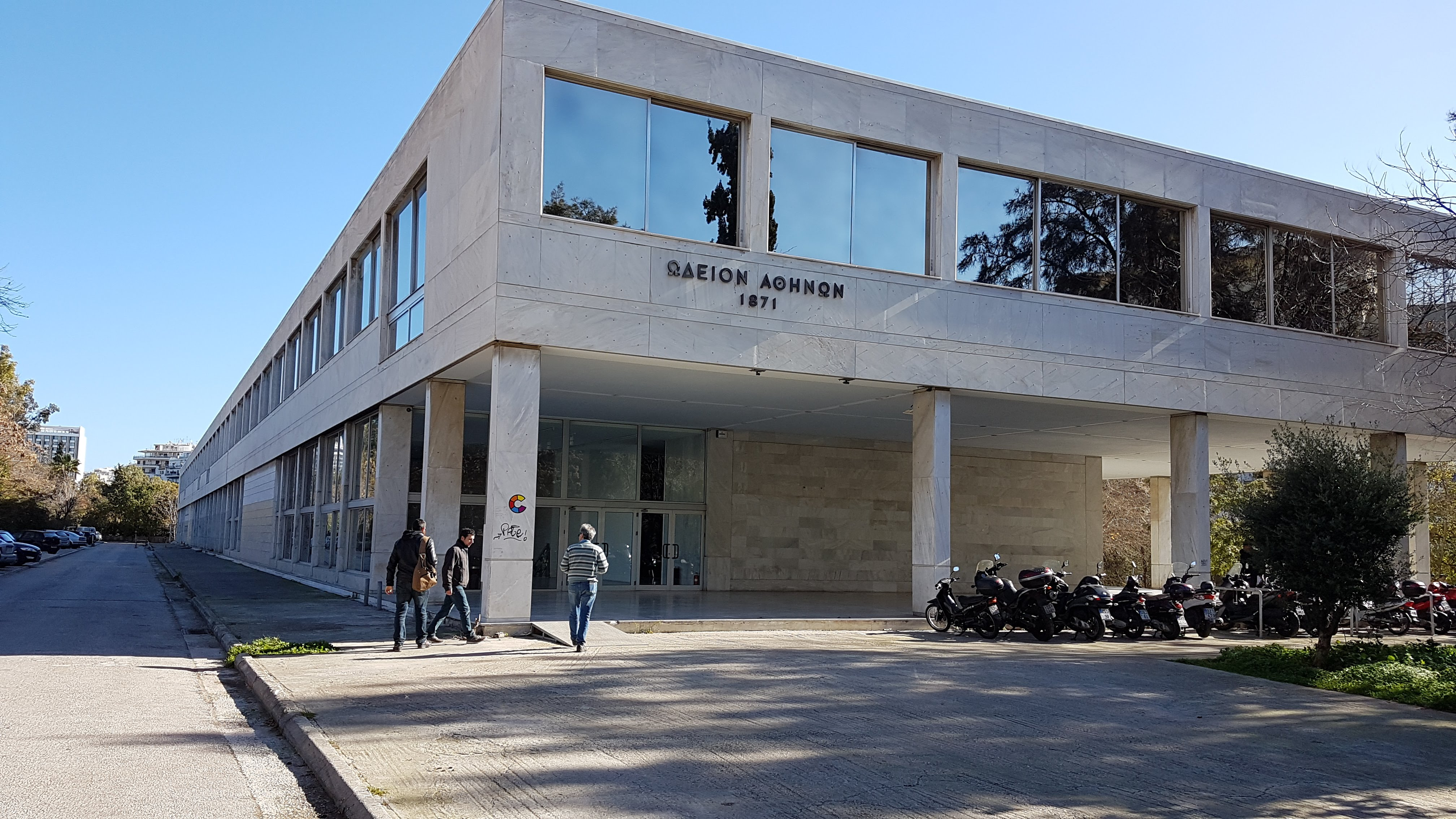

Nhạc viện Athena (tiếng Hy Lạp: Ωδείον Αθηνών, Odeíon Athinón) là nhạc viện lâu đời nhất của Hy Lạp trong thời cận hiện đại. Nó được thành lập vào năm 1871 bởi Hội Âm nhạc và Kịch nghệ Athena. Ban đầu, Nhạc viện Athena chỉ dạy về vĩ cầm và sáo theo đúng quan điểm mỹ học Apollo và Dionysos của người Hy Lạp cổ đại. Đặc biệt, dương cầm không hề nằm trong chương trình dạy học. Tuy nhiên đến năm 1881 giám đốc Georgios Nazos đã mở rộng chương trình học của trường bằng việc thêm các nhạc cụ và lý thuyết của âm nhạc châu Âu cổ điển vào chương trình học.
Trong số những nhạc sĩ từng dạy tại Nhạc viện Athena có bao gồm những nhạc sĩ nổi tiếng như Manolis Kalomiris, Felix Petyrek, Elvira de Hidalgo, Yannos Margaziotis. Nhạc viện Athena cũng đã đào tạo ra những nhạc sĩ nổi tiếng như Spyridon Samaras (1875–1882), Maria Callas (1938-), Dimitri Mitropoulos (1919-), Gina Bachauer, Nana Mouskouri, Dimitris Sgouros, Mikis Theodorakis. Hiện nay giám đốc nghệ thuật của trường là Aris Garoufalis.